# Torpedo (Geestemünde)
Torpedo is een historisch Duits merk van motorfietsen.
De bedrijfsnaam was E. Weichelt, Motorfahrzeugfabrik, Geestemünde (1903-1907).
Weichelt produceerde van 1903 tot 1907 motorfietsen met eencilinder- en V-twin- Zedel- en Fafnir inbouwmotoren.